# Филипповка (Акмолинская область)
Фили́пповка (каз. Филипповка) — упразднённое село в Аккольском районе Акмолинской области Казахстана. Входило в состав Наумовского сельского округа. Код КАТО — 113247400. 

## География
Село располагалось в северо-западной части района, на расстоянии примерно 39 километров (по прямой) к северо-западу от административного центра района — города Акколь, в 4 километрах к югу от административного центра сельского округа — села Наумовка.
Абсолютная высота — 375 метров над уровнем моря
Ближайшие населённые пункты: село Наумовка — на севере, село Кемеркол — на юго-востоке.
Севернее села проходило проселочная дорога «Наумовка — Ерназар», с выходом на автодорогу областного значения — КС-8 «Новый Колутон — Акколь — Азат — Минское».

## История
Постановлением акимата Акмолинской области от 13 декабря 2013 года № А-11/556 и решением Акмолинского областного маслихата от 13 декабря 2013 года № 5С-20-10 «Об изменении административно-территориального устройства Акмолинской области» (зарегистрированное Департаментом юстиции Акмолинской области 21 января 2014 года № 3976):
- село Филипповка было переведено в категорию иных поселений и исключено из учётных данных,
- поселение села Филлиповка было включено в состав населённого пункта села Наумовка (административного центра сельского округа).

## Население
| 1989 | 1999 | 2009 |
| ---- | ---- | ---- |
| 119  | ↘76  | ↘54  |

В 1989 году население села составляло 119 человек (из них русские — 42 %, немцы — 35 %).
В 1999 году население села составляло 76 человек (33 мужчины и 43 женщины). По данным переписи 2009 года в селе проживали 54 человека (27 мужчин и 27 женщин).

## Улицы[8]
- ул. Бейбитшилик